# هنتر كينغ
هالي أشلي كينغ (بالإنجليزية: Hunter King)‏ (ولدت في 19 أكتوبر 1993) ممثلة أمريكية، عرف عن دور «أدريانا ماسترس» في المسلسل التلفزيونية هوليوود هايتس عن دور سمر نيومان في مسلسل
ذا يونغ آند ذا ريستلس, في بداية مسيرتها المهنية كانت تسمى هالي كينغ، لكنها فضلت في وقت لاحث اسم هنتر كنيغ.

## روابط خارجية
- هنتر كينغ على موقع IMDb (الإنجليزية)
- هنتر كينغ على موقع قاعدة بيانات الفيلم (الإنجليزية)